# 菲律賓青年自由聯盟
菲律賓青年自由聯盟是菲律賓共產黨之青年和學生組織，成立於1967年11月，1972年被取締。

## 歷史
1967年11月30日，菲律賓青年自由聯盟繼菲律賓共產黨中斷與爱国青年之關係而成立。愛國青年在何塞·马利亚·西松領導下傾向毛主義，不過菲青聯則認為考慮到菲律賓之地理情況（島嶼散落、未與其他社會主義國家相鄰），人民战争並不可行。菲青聯第一次代表大會在新怡詩夏省卡比奧舉行，600餘名代表與會。
菲青聯之領導層來自原愛國青年在中央吕宋之組織，小法蘭西斯科·內門佐為聯盟建立者之一。鲁本·托雷斯於1966年自菲律賓大學畢業，1970年時是菲青聯的主席。1970年，菲青聯共約有5,000名成員，多為年輕的農民和農村工人。
菲青聯參與了爭取民主菲律賓運動，該組織係源自1969年菲律賓大選抗議之學生運動聯盟。
1972年9月《第1081號公告》發布、政府宣布戒严後，菲青聯被取締。當時，該聯盟共約有10,000名成員。1974年11月《第571-A號總統令》發布後，部分菲青聯成員獲得特赦。